# 汤木美术馆
汤木美术馆（日语：／ Yuki Bijyutsukan */?），是一座位于日本大阪府大阪市的美术馆。

## 历史
1987年由料亭吉兆创始人汤木贞一建立，主要收藏茶具在内的工艺品，包括重要文化財13件、重要美术品3件。

## 画廊

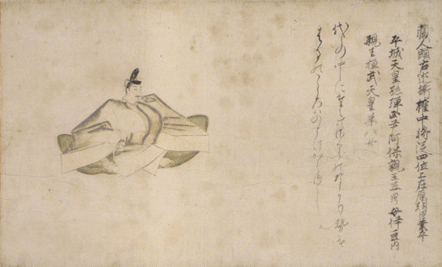
在原業平（重要文化財）
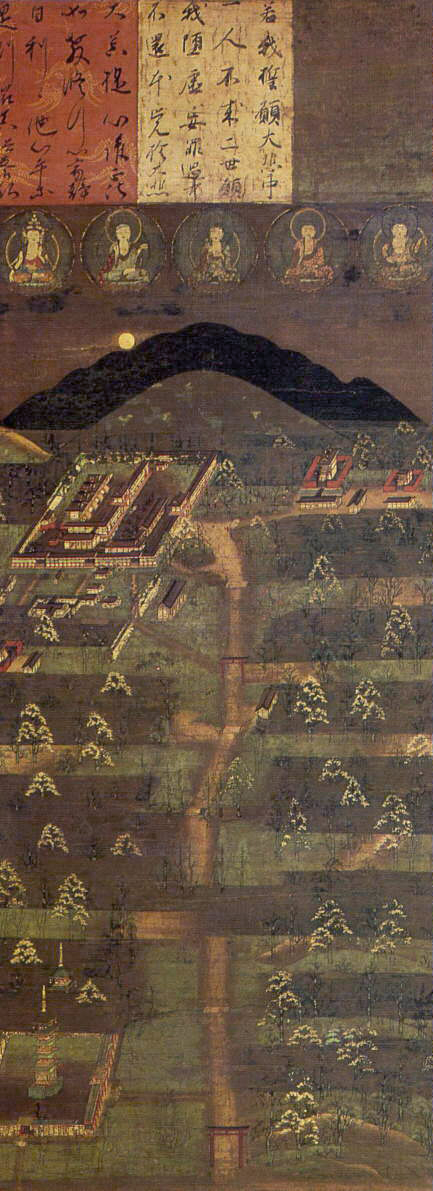
春日宫曼茶罗图
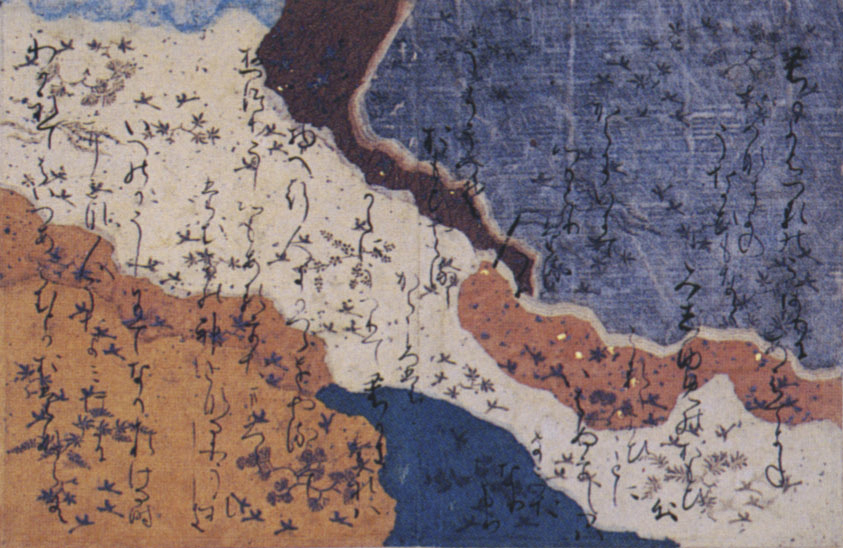
伊势集断简（石山切）